# Jon Fogarty

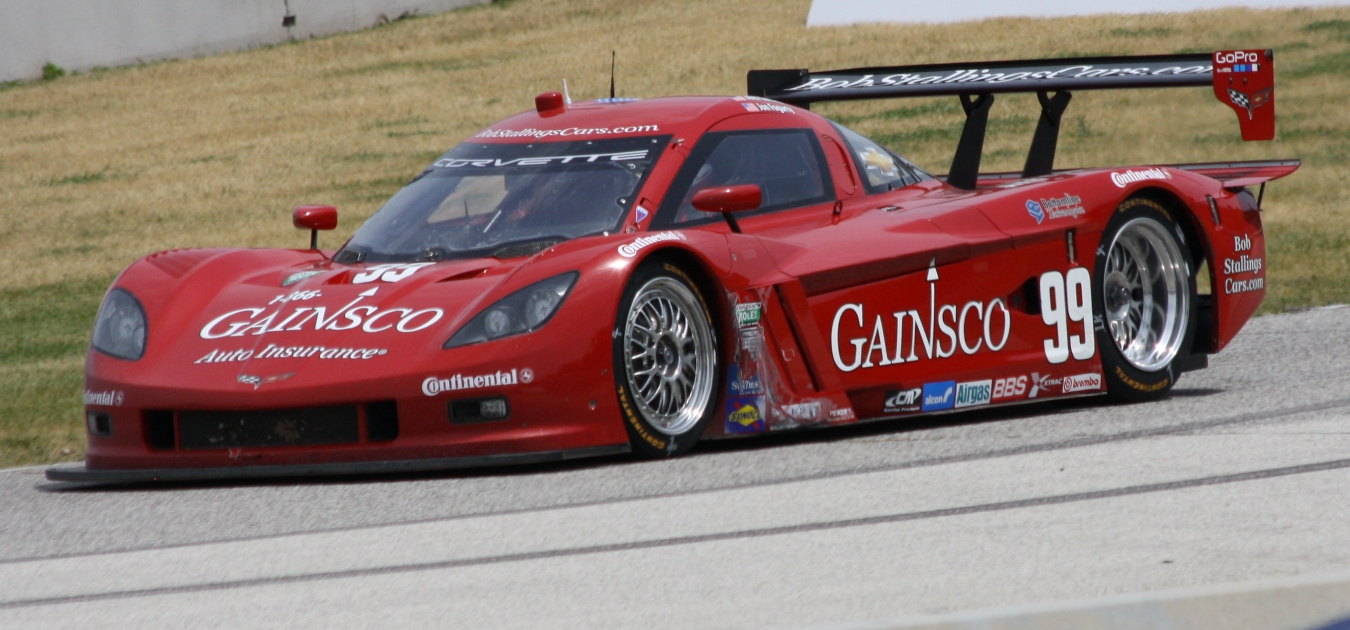
Chevrolet Corvette DP de Jon Fogarty y Alex Gurney en la fecha de Road America de la serie Grand-Am 2012

John Fogerty (23 de mayo de 1975, Palo Alto, California, Estados Unidos) es un piloto de automovilismo de velocidad estadounidense que ha competido profesionalmente en resistencia.
Ha resultado campeón de la clase de prototipos de la Grand-Am Rolex Sports Car Series en 2007 y 2009, subcampeón en 2008, quinto en 2010 y 2013, y séptimo en 2011, siempre como compañero de equipo de Alex Gurney en el equipo de Bob Stallings. A diciembre de 2013, ha acumulado un total de 16 victorias y 46 podios, destacándose un triunfo en las 6 Horas de Watkins Glen y un segundo puesto en las 24 Horas de Daytona de 2008.
El piloto también logró podios en la clase GT2 en las 12 Horas de Sebring de 2005 y 2006 y en Petit Le Mans 2005, además de resultar quinto en la clase GT2 de la American Le Mans Series 2005.

## Monoplazas y ALMS
Fogerty se formó como piloto en las fórmulas promocionales de Skip Barber. Fue Novato del Año en la Barber Pro Series 2008, y resultó cuarto en 1999 y subcampeón en 2000. En 2001 pasó a la Indy Lights, donde terminó 11º. Ante la desaparición del certamen, el piloto pasó a la Fórmula Atlantic, donde se coronó campeón frente a Michael Valiante, Alex Gurney y Luis Díaz al obtener dos victorias y siete podios en 12 carreras.
El piloto no logró conseguir una plaza en la Champ Car para la temporada 2003, por lo que se limitó a disputar dos fechas de la Fórmula Atlantic. En 2004 nuevamente disputó el torneo completo, donde logró seis victorias en 12 carreras y obtuvo su segundo título, esta vez frente a Ryan Dalziel y Danica Patrick.
También en 2004, Fogerty disputó en 2004 tres fechas de la American Le Mans Series con un Porsche 911 del equipo Flying Lizard. En su debut en las 12 Horas de Sebring, resultó cuarto en la clase GT y marcó la vuelta rápida. Luego llegó a meta retrasado en Petit Le Mans y Laguna Seca.
Ante las dificultades para ingresar a la Champ Car, el californiano reorientó su carrera en el año 2005 para dedicarse a la resistencia. Así, se convirtió en compañero de butaca de Johannes van Overbeek en el Porsche 911 de Flying Lizard en la American Le Mans Series. Llegó tercero en la clase GT2 en cinco carreras (entre ellas las 12 Horas de Sebring y Petit Le Mans), y cuarto en otras dos. De este modo, terminó quinto en el campeonato de pilotos de GT2 y tercero en el campeonato de equipos.

## Sport prototipos
Fogerty debutó en sport prototipos en 2006, al pilotar un Riley-Pontiac del equipo Pacific Coast en las 24 Horas de Daytona de la Grand-Am Rolex Sports Car Series junto a Dalziel entre otros. A continuación, volvió con el equipo Flying Lizard para las 12 Horas de Sebring de la ALMS, resultando segundo en la clase GT2 y décimo absoluto con un Porsche 911. Luego disputó el resto de la serie Grand-Am con un Riley-Pontiac del equipo de Bob Stallings junto a Alex Gurney, con quien logró tres podios y cinco top 5 en diez carreras, quedando 24º en el campeonato de pilotos de la clase Prototipos Daytona.
El californiano permaneció como compañero de butaca de Gurney en el equipo de Bob Stallings en la serie Grand-Am 2007. Cosechó siete victorias (una de ellas en las 6 Horas de Watkins Glen) y dos terceros puestos en 14 carreras, de modo que obtuvo el título ante Scott Pruett, Memo Rojas y Max Angelelli.
En 2008, el piloto llegó segundo en las 24 Horas de Daytona, contando como compañeros a Gurney, Jimmy Vasser y Jimmie Johnson. Ese año resultó subcampeón por detrás de Pruett y Rojas, habiendo logrado una victoria, cuatro segundos lugares y nueve top 5 en 14 carreras.
Continuando junto a Gurney en el equipo de Bob Stallings, Fogerty ganó cuatro carreras de la Grand-Am 2009 y subió al podio en siete de 12 carreras. Así, batió a Pruett y Rojas para obtener su segundo campeonato en la especialidad.
Ante la desaparición de la marca Pontiac, Bob Stallings pasó a utilizar motores denominados Chevrolet para la temporada 2010 de la serie Grand-Am. Fogerty triunfó en una carrera y consiguió cinco podios, resultando así quinto en el campeonato de pilotos de la clase Prototipos Daytona.
En 2011, Fogerty sumó dos victorias y siete podios en 12 carreras junto a Gurney. No obstante, abandonó en dos oportunidades, por lo que culminó séptimo en el campeonato de pilotos y tercero en el campeonato de equipos.
Bob Stallings adoptó el nuevo Chevrolet Corvette DP para la temporada 2012 de la serie Grand-Am. Fogerty acumuló cinco podios y cuatro abandonos en 13 carreras, quedando relegado a la décima colocación en el campeonato de pilotos de prototipos y séptimo en el campeonato de equipos. También disputó las 12 Horas de Sebring de la ALMS con un Lola-Honda de Black Swan.
Fogerty consiguió una victoria y seis top 5 en la última temporada de la serie Grand-Am en 2013. Así, él y su compañero Gurney se ubicaron quinto en el campeonato de pilotos de la clase Prototipos Daytona.

## Resultados

### Campeonato Mundial de Resistencia de la FIA
(Clave) (negrita indica pole position) (cursiva indica vuelta rápida)

| Año  | Escudería                 | Clase | Automóvil         | 1   | 2   | 3   | 4   | 5   | 6   | 7   | 8   | Pos. | Puntos | Ref.  |
| ---- | ------------------------- | ----- | ----------------- | --- | --- | --- | --- | --- | --- | --- | --- | ---- | ------ | ----- |
| 2015 | Extreme Speed Motorsports | LMP2  | HPD ARX-03b-Honda | SIL | SPA | LMS | NÜR | COA | FUJ | SHA | BHR | 18.º | 62     | [ 1 ] |
| 2015 | Extreme Speed Motorsports | LMP2  | HPD ARX-03b-Honda | 6   | 9   | 7   | 8   | Ret | 7   | 6   | 9   | 18.º | 62     | [ 1 ] |